# Mérycisme
 Mise en garde médicale
Le Mérycisme  est un trouble des conduites alimentaires se caractérisant par des régurgitations et remastications des aliments volontairement, d'où son étymologie du grec ancien μηρυκισμός / mērukismós, « rumination ».

## Épidémiologie
Le mérycisme touche principalement les enfants de 3 mois à 1 an, plus rarement les adolescents et adultes. Les garçons sont autant touchés que les filles. Dans des cas plutôt rares, la boulimie ou l'anorexie mentale peut s'ajouter au mérycisme. La personne touchée ne fera que régurgiter la nourriture, la remastiquer ou la vomir tout simplement.

## Diagnostic
Les enfants souffrant de mérycisme « ruminent » leur nourriture : des aliments en cours de digestion remontent dans la bouche, où ils peuvent être à nouveau avalés, mastiqués, ou crachés. Ce trouble ne doit pas être confondu avec le reflux gastro-œsophagien du nourrisson (qui peut être lié à une anomalie anatomique de la jonction œsophage-estomac).

## Évolution
Évoluant très fréquemment vers la résolution spontanée chez le nourrisson, ce trouble a tendance à persister lorsqu'il est encore présent chez l'adolescent et l'adulte.
Des complications sont possibles : dénutrition, retard de croissance, brûlure douloureuse au niveau de l'œsophage à cause des sucs digestifs.
Il est tout de même intéressant de préciser que dans certains cas, cette régurgitation est de l'ordre du plaisir. L'aliment peut alors être de nouveau "mangé" procurant alors une forme de plaisir : celui de profiter une seconde fois de la nourriture sans pour autant se resservir.

## Traitement
Le traitement associe la psychothérapie à des mesures éducatives comportementales.
En plus des stratégies de gestion comportementale et de la psychothérapie traditionnellement recommandées pour le mérycisme, une approche psychothérapeutique individualisée joue un rôle crucial dans la prise en charge de ce trouble. Cette approche permet de s'attaquer non seulement aux symptômes manifestes du mérycisme mais également aux facteurs psychologiques sous-jacents qui contribuent à la persistance du trouble. Les thérapies cognitivo-comportementales, la psychanalyse, ainsi que les thérapies familiales et systémiques, ont montré leur efficacité dans le traitement du mérycisme. Le choix de la thérapie doit être adapté à chaque patient, en tenant compte de sa personnalité et de son histoire personnelle, afin de maximiser les chances de succès du traitement. Un accompagnement par des professionnels formés aux troubles du comportement alimentaire est essentiel pour permettre aux patients de comprendre et de modifier les comportements alimentaires problématiques, facilitant ainsi le processus de guérison et de reconstruction personnelle.